# ويلفريد لانكستر
ويلفريد لانكستر (بالإنجليزية: Wilfred Lancaster)‏ (27 سبتمبر 1904 في المملكة المتحدة - 1 يوليو 1987 بإنجلترا في المملكة المتحدة) هو لاعب كرة قدم بريطاني (وحمل سابقاً جنسية المملكة المتحدة لبريطانيا العظمى وأيرلندا) في مركز الهجوم. لعب مع نادي بيرنلي.